# 奥波尔策月溪

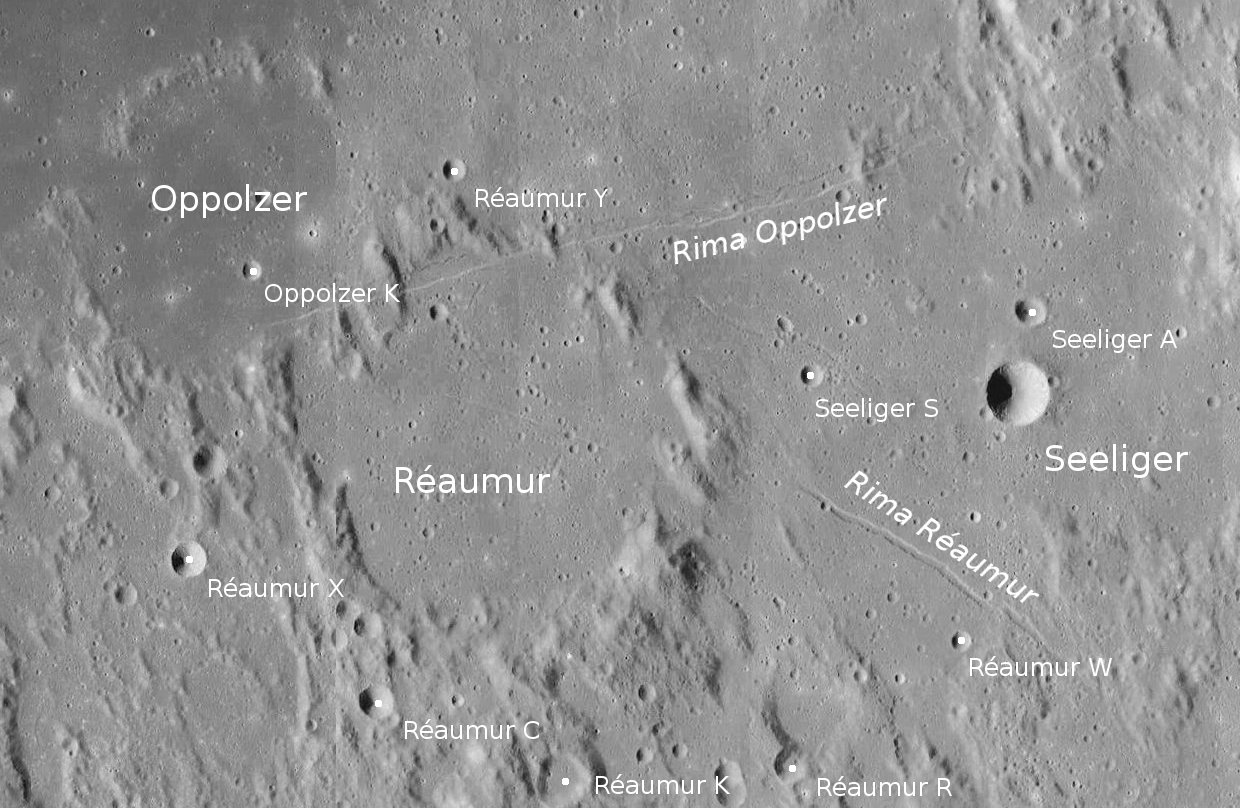
奥波尔策月溪位置图

奥波尔策月溪（Rima Oppolzer）是一条位于月球正面赤道区附近的月沟，得名于横跨在月球子午线上的奥波尔策陨石坑。该月溪起始于卫星坑弗拉马利翁 T的西面，一路向东穿过奥波尔策陨石坑南部和列奥米尔陨石坑北部，继续往东直抵雷蒂库斯陨石坑西侧不规则高地区，全长约110公里。奥波策月溪的北面为中央湾，东南是蜿蜒着更小的列奥米尔月溪、西侧则是弗拉马利翁月溪。

## 另请参阅
- 鲁克尔, 安东宁. . 布拉格: 阿文蒂诺. 1991. ISBN 80-85277-10-7.

## 相关文章
- 月球表面特征列表